# Schönwies
Schönwies é um município da Áustria, situado no distrito de Landeck, no estado do Tirol. Tem 31,28 km² de área e sua população em 2019 foi estimada em 1.678 habitantes.